# Le Rift
Pour les articles homonymes, voir Rift.
Le Rift est constitué d'une galerie centre d'exposition et d'une salle de spectacle théâtre-cinéma réparties en deux lieux distincts. Ces lieux culturels sont situés sur la rue Sainte-Anne, à Ville-Marie en Abitibi-Témiscamingue, tout juste à un coin de rue l'un de l'autre et à  trois pâtés de maisons du lac Témiscamingue. Ils sont considérés comme une plaque tournante de la culture dans la région,.

## Historique
Né en 1982, sous le nom de Salle Expo-Théâtre, le Rift est un organisme à but non lucratif et tient son origine de la volonté de trois secteurs d'unir leur voix pour doter le Témiscamingue d'un espace consacré à la culture : le théâtre d'été, les arts visuels et l'histoire. D'abord hébergée dans le sous-sol de l'école du Frère-Moffet, la Salle Augustin-Chénier présente une programmation annuelle : En hiver, elle présente des exposition (artistiques et historiques) et des spectacles. En été, elle cède son espace à la production de théâtre d'été du théâtre de la Crique.   
En 1992, la première Biennale internationale d'art miniature est inaugurée.   
En 2000, le Rift déménage à l'actuelle Salle d'exposition du Rift, permettant ainsi à l'organisme de bénéficier de la notoriété de la BIAM, déjà bien connu. Un hangar est alors spécialement aménagé pour les besoins grandissants de l'organisme. Entre temps, la Société d'histoire et le théâtre de la Crique prennent leur autonomie.   
Durant l'année 2005, le Cinéma Ville-Marie est restauré. De cette restauration naît le théâtre du Rift. C'est également à ce moment que l'organisme prend le nom de Corporation Augustin-Chénier, Théâtre du Rift et Biennale Internationale d'Art Miniature. Et puis la corporation complète sa croissance en faisant l'acquisition définitive du bâtiment et du Cinéma du Rift en 2010.   
Un passage au numérique du cinéma donne prétexte, en 2012, à un changement de nom usuel : Le Rift. Ce nom désigne l'ensemble de l'organisation regroupant les entités suivantes : la Galerie du Rift (Salle d'exposition), le Théâtre du Rift (Théâtre), le Cinéma du Rift et la Biennale Internationale d'Art Miniature.   
Depuis 2017, plusieurs améliorations sont réalisées à la Galerie et au Théâtre : le balcon a été réaménagé pour améliorer la sécurité et le confort des spectateurs. Les bureaux ont été cloisonnés pour permettre un état plus méditatif pour le visiteur et améliorer la concentration des employés et la marquise est rénovée et brille de tous ses feux, une des dernières fonctionnelles au Québec.

## Galerie du Rift

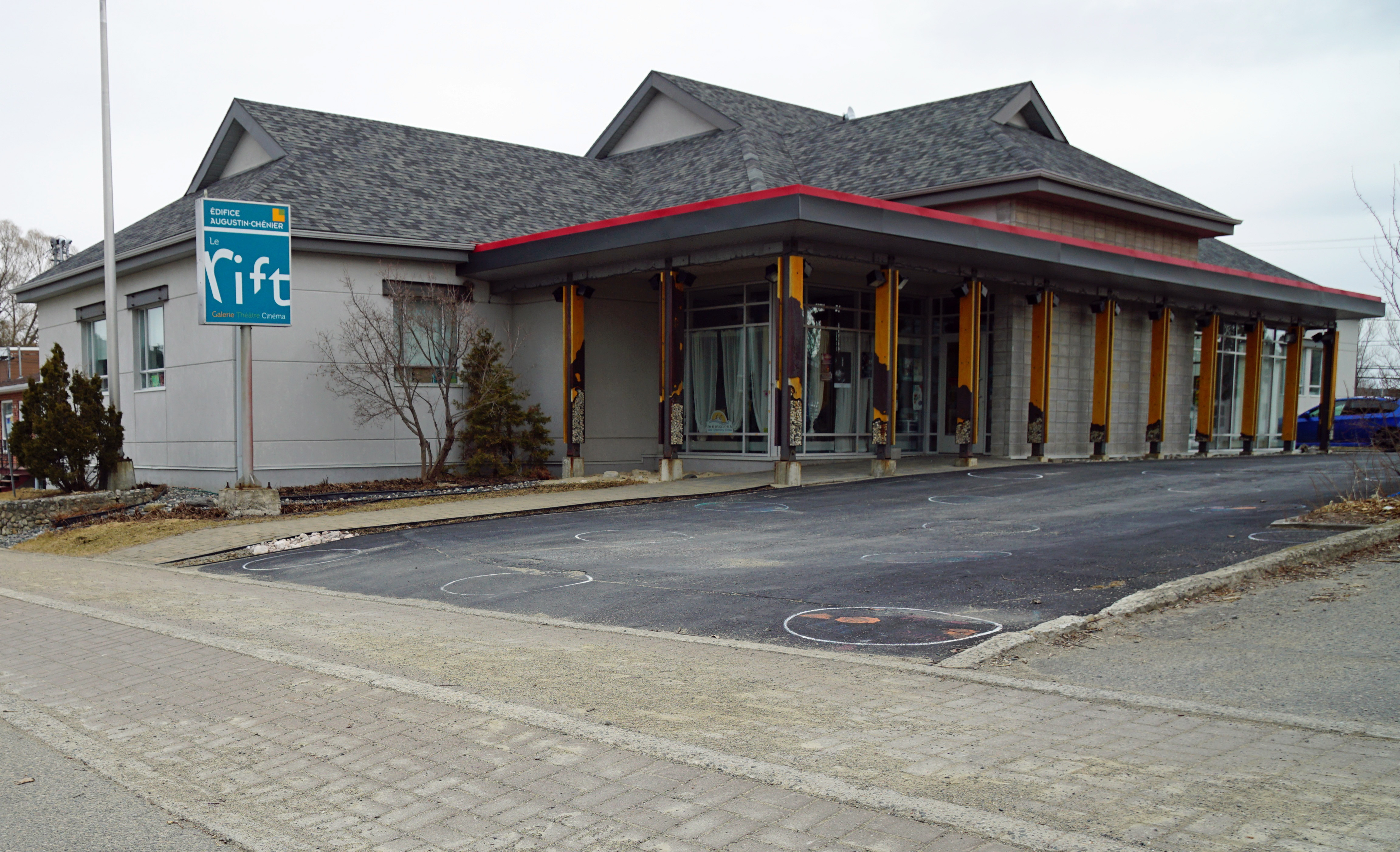
Galerie du Rift

Le lancement des travaux d'aménagement du nouveau centre d'exposition s'est tenu fin juin 1999, soit trois mois après la fermeture de l'ancienne salle d'exposition et de spectacles. Ils ont pu être réalisés grâce à un investissement total de 950 000 $ . Il s'est agi de transformer en centre d'exposition l'ancien entrepôt du ministère des Transports du Québec construit en 1950 au 42, rue Sainte-Anne à Ville-Marie . 

### Inauguration
L'inauguration officielle de la nouvelle salle d'exposition a eu lieu le 31 janvier 2000. L'architecte responsable de la rénovation du bâtiment, Frédéric Carrier, a affirmé s'être inspiré de l'architecture japonaise afin de créer un lieu où les visiteurs se sentent à l'aise dès leur arrivée. Le député provincial de Rouyn-Noranda-Témiscamingue et ministre régional Rémy Trudel, qui faisait partie des dignitaires présents, avait qualifié la nouvelle salle d'exposition d’œuvre d'art en soi. Le vernissage de l'exposition «Inachevé et rien d'héroïque» de Gilbert Boyer a suivi les discours protocolaires  .

## Théâtre-cinéma du Rift

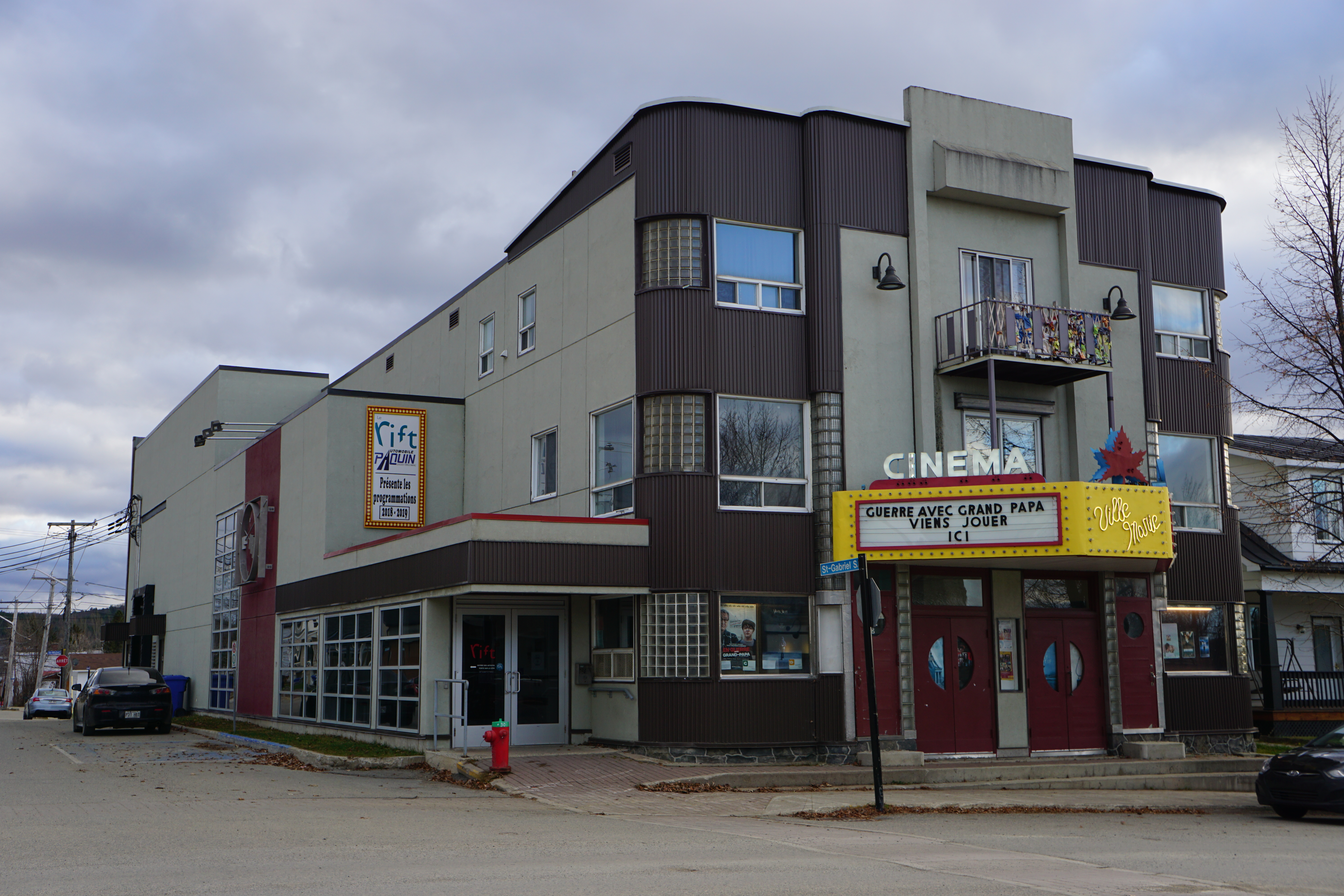
Théâtre-Cinéma du Rift

### Partenariat public privé
Le Théâtre-Cinéma du Rift, est issu d'un partenariat public-privé (PPP) conclu en 2004 par le biais d'un bail emphytéotique ratifié entre la Corporation Augustin-Chénier et les Productions de la Rive. Le propriétaire du bâtiment, construit pendant la Seconde Guerre mondiale, a ainsi cédé ses droits d'exploitation à la corporation Augustin-Chénier lui permettant de ce fait d'avoir accès à des fonds publics pour restaurer la salle de spectacle dans un projet totalisant 2,7 M$.

### Inauguration
C'est la ministre de la Culture et des Communications, Line Beauchamp, qui a coupé le ruban lors de l'inauguration de la nouvelle salle de spectacle en août 2005. Des festivités ont eu cours tout au long du week-end du 12 août. Elles ont attiré pas moins de 1200 personnes .

## Mission
En dotant le Témiscamingue, une communauté de 16 000 habitants, d'une galerie et d'une salle de spectacle professionnelles, les instigateurs de ce projet nourrissaient deux objectifs. Dans un premier temps, il s'agissait d'offrir à la population des expositions et des spectacles de niveau professionnels. Dans un second temps, il s'agissait également de fournir aux artistes locaux œuvrant tant dans le secteur des arts visuels que dans celui des arts de la scène des installations de niveau professionnel pour développer et diffuser leur art.
Le théâtre la Loutre, une troupe témiscamienne de théâtre amateur, a profité des nouvelles infrastructures pour développer des spectacles de qualité telle la comédie musicale Les Nonnes, dont le rayonnement s'est rendu jusqu'en Suisse. 
Des expositions d'artistes témiscamiens, dont Frank Polson, Francine Plante, Joanne Poitras se sont inscrits dans la mission de la galerie. En février 2021, l'équipe de la Galerie du Rift s'est associée au Carnaval de Lorrainville pour créer une œuvre extérieure, dans les sentiers de la pinède située au cœur de ce village. Émilie B. Côté, coordonnatrice de la galerie a initié ce projet d'installation d'animaux colorés, l'artiste anicinabe, Karl Chevrier a également été mis à contribution .

### Appartenance
L'importance accordée à l'identité territoriale s'est manifestée au niveau de l'espace aménagé pour les artistes locaux et au niveau de la désignation de ces nouveaux lieux.  Le nom du Rift avait d'abord été retenu pour le théâtre-cinéma. Il a par la suite été intégré à l'ensemble de l'organisation. Il évoque un fait géographique qui caractérise le territoire. Le lac Témiscamingue a pris naissance dans un rift,qui s'est produit voilà entre deux milliards et 120 millions d'années. Ce rift, ou graben, rejoint le graben d'Ottawa-Bonnechère, Sa profondeur peut atteindre les 700 pieds, ce qui fait de ce lac le plus profond de l'est de l'Amérique du Nord .